# Iraan, Texas
Iraan là một thành phố thuộc quận Pecos, tiểu bang Texas, Hoa Kỳ. Năm 2010, dân số của xã này là 1229 người.